# ヒル (動物)
ヒル（蛭）は、環形動物門ヒル綱または環帯綱ヒル亜綱（学名: Hirudinea）に属する生物の総称。体の前後端に吸盤を持つのが特徴である。
ヒル類は大型動物の血を吸うものがよく知られているが、それ以外の生活をするものもある。共通の特徴は体の前端と後端に吸盤を持つことであるが、その発達の程度は様々である。
なお、細長いぬめぬめするもの、動物の生き血を吸うものといった印象の動物に「ヒル」の名をつけたもの（コウガイビルなど）や「蛭」の漢字をつけたもの（肝蛭など）があるが、分類上は全く異なるものである。例えば本項のヒルは環形動物門だが、コウガイビルは扁形動物門である。
ラテン語でヒルを意味し学名の由来にもなっている hirudo（ヒルド）と、日本語の「ヒル」は音韻が似るが、お雇い外国人の動物学者チャールズ・オーティス・ホイットマンはこれを偶然の類似だと考察している。ホイットマンはヒルの語源について江戸時代の辞書『倭訓栞』を参照し、泥の古い呼び名「ひぢ」にいることからだという見解を紹介している。

## 形態
他の環形動物同様に細長い体をしている。
ヒルの特徴として外部形態の退化傾向が挙げられる。口前葉はほとんど確認できない。疣足はなく、貧毛類にはある剛毛すらほとんどが持たない。代わりに、口周辺と肛門の下側が吸盤になっており、捕食活動にも運動にもこれを用いる。どちらか一方だけを持つものもある。一部に外鰓を持つものがある。
体は外見上は非常に多くの体節を持つように見えるが、そのほとんどは表面に環状のしわがあるだけである。実際の体節はより少なく、普通は34である。しわがあるため判りにくいが、ミミズ類に見られるような環帯が体前方にあり、その腹面に雌雄の生殖孔が開く。雌雄同体である。
外見的には感覚器は見えないが、体前方の背面に眼点（光の強弱を感じるセンサーで、電子顕微鏡で見える表面が凹んだ器官）があるものが多い。

## 生息地域及び生態
体長0.2-40cmで、多くは淡水に住むが、陸上や海水に住む種類もいる。肉食性で、主に小動物を食べるもの、大型動物の血を吸っているものなどがある。長く大型動物にたかって暮らすものは、寄生性と見なされる。小さい方では、例えばカイビルなどは1cmに満たない小さいもので、水草の上などを這いながら、小さな巻き貝などに頭を突っ込んで食べている。また、特に大きなものには、ヤツワクガビルがいる。全長は伸びると50cmを越え、全身は鮮やかな黄色に黒色の縦スジがある。湿った陸上に住み、これまた40cmにも達するシーボルトミミズなどの大型ミミズを丸飲みにする。

## 吸血性ヒルについて
哺乳類に対して吸血する種があり、人を対象とするものも少なくない。川に入っているときや沼地や湿度の高い森林などを歩いているときに取り付かれ、血を吸われることがある。水田にはチスイビルが多く、水田での作業中に血を吸われることは普通であったが、農薬などによって減少している。ヤマビルは、サル、イノシシ、シカなどの増加につれて分布域を広げているという話もある。2008年までに、日本でヤマビルによる被害が確認されていないのは埼玉県、大阪府、福井県、石川県、青森県、北海道、山口県、北部九州、四国である。ヤマビルは靴につくとシャクトリムシのように体の上の方に上がって行き、服や靴の裾や袖口などの隙間からもぐりこんで皮膚に到達する。かまれてもヒルの唾液に麻酔成分があるため痛みを感じないまま血を吸われ、吸血痕からの出血を見て気がつく場合がある。また、血液の凝固作用を妨げる成分も含まれていて、流血が広がりやすいが、通常、傷は数日で治る。ヒル自体には毒性はないといわれる。吸血種の主な種類は、チスイビルやヌマビル、ヤマビルなどがある。日本にも生息するハナビルのように、体表から吸血するのでなく、体内に潜り込んで吸血するものもあり、内部蛭症と呼ばれる。

### 利害
ヒルは不快な生物とされることが多い。基本的に人間は吸血生物に対して嫌悪感を持つ上、蚊やアブなどのような他の吸血性動物と異なりヌメヌメした容姿に対する嫌悪感や、噛まれた傷口から長く出血することへの不快感も加わる。
他方、吸血性ヒルは医療や薬用として利用される。血の凝固を防ぐ力があることから、古来より瀉血などの医療用としても用いられてきた（ヒルの医療利用）。漢方では乾燥したヒルの生薬名を水蛭（すいてつ）と呼ぶ。滋養強壮に効果があると言われ、ヨーロッパでも古くから薬用とされてきた。1884年にイギリスの生理学者ジョン・ヘイクラフトが、薬用ヒルの唾液腺からペプチドで構成される血液抗凝固成分であるヒルディンという成分を発見した。日本では水蛭やヒルディンを使用した製品に薬効を謳うことは許可されていないため、健康食品として販売されている。ヒルは悪い血を吸い出すものとして、インドのアーユルヴェーダなどでデキ物などにたからせて血を吸わせるなどの行為が行われた。また、ヒルの唾液は、膝関節症に効果があるという。また法令上、ヒルに人間の血を吸わせる行為は医療行為となる。

### 対策
帽子・長袖・長ズボン・厚手の靴下・長靴（あるいはしっかりした登山靴）を着用し、首筋にタオルを巻いたり、靴とズボンの隙間をガムテープを巻くなどして極力肌の露出を避ける。ただし、ズボンを着用している状態であっても、ズボンを這い上がったのちに上着の隙間から入り込んで腹部に吸着する場合がある。タオルや靴下にあらかじめ塩をすり込んでおくなどの処置も有効である。
市販のヒル忌避薬を使用すると効果的である。ヒル忌避薬の主成分はディートであるため、ディート含有率の高い虫除けスプレーでも代用できる。ディート含有率の低いものであっても一時的ながら効果がある。最近では、子供を持つ母親によるディート離れの活動が起きていることから、ディート無添加のヒル忌避剤も発売されている。

## 分類
3亜綱に分ける。そのうちのヒルミミズ亜綱は、かつて貧毛綱として扱われたもので、ヒル綱と貧毛綱との中間的な性質が見られる。
- ヒルミミズ亜綱： ザリガニ類の体表に寄生。
- ケビル亜綱： 魚類に寄生。前吸盤を欠き、一部体節に剛毛がある。
- ヒル亜綱： 一般のヒル類。
  - グロシフォニ科： 小動物を捕食。ハバヒロビル、ヒラタビル、ヌマビル、カイビルなど。
  - ウオビル科： ウオビル、エラビル、カニビルなど。
  - イシビル科： シマイシビル、ナミイシビル、キバビル、クガビルなど。
  - ヒルド科： チスイビル、ウマビル、セスジビル、ヤマビル、ハナビルなど。

他の分類は
- 吸口虫綱
  - ヒルミミズ亜綱： ザリガニ類の体表に寄生。
  - ケビル亜綱： 魚類に寄生。前吸盤を欠き、一部体節に剛毛がある。
- ヒル綱： 一般のヒル類。
  - グロシフォニ科： 小動物を捕食。ハバヒロビル、ヒラタビル、ヌマビル、カイビルなど。
  - ウオビル科： ウオビル、エラビル、カニビルなど。
  - イシビル科： シマイシビル、ナミイシビル、キバビル、クガビルなど。
  - ヒルド科： チスイビル、ウマビル、セスジビル、ヤマビルなど。

以下の分類は、狭義のヒル類（吻蛭目・吻無蛭目）については中野 (2013) に従い、高次分類群については小林 (2021)、国立天文台 (2021)、田中・佐藤 (2022) に基づき、田中・佐藤 (2022) に従って下綱などの階級を用いず「類」とした。
- ヒルミミズ類 Branchiobdellida
- ヒル類 Hirudinida
  - ケビル類 Acanthobdellida
  - Euhirudinea
    - 吻蛭目 Rhynchobdellida
      - ヒラタビル科 Glossiphoniidae
      - エラビル科 Ozobranchidae
      - ウオビル科 Piscicolidae

    - 吻無蛭目 Arhynchobdellida
      - チスイビル形亜目 Hirudiniformes
        - アメリカビル科 Americobdellidae
        - ツツビル科 Cylicobdellidae
        - ヤマビル科 Haemadipsidae
        - チスイビル科 Hirudinidae
        - シンリンビル科 Xerobdellidae
        - ネンマクビル科 Praobdellidae
        - アメリカチスイビル科 Macrobdellidae
        - ハナシビル科 Semiscolecidae

      - イシビル形亜目 Erpobdelliformes
        - クガビル科 Orobdellidae
        - イツウコウビル科 Gastrostomobdellidae
        - イシビル科 Erpobdellidae
        - ナガレビル科 Salifidae